# Ilona Eibenschütz
Ilona Eibenschütz, född 8 maj 1872 i Budapest, död 21 maj 1967 i London, var en ungersk pianist.
Eibenschütz, vars far var sångare, blev elev till Hans Schmitt i Wien. Hon uppträdde redan som barn offentligt i olika tyska städer, Paris, Köpenhamn (1883), Kristiania och Stockholm och studerade därefter 5–6 år hos Clara Schumann i Frankfurt am Main, varefter hon som färdigutbildad återupptog konsertverksamheten och bland annat gästade Köpenhamn 1892.
Eibenschütz ingick 1902 äktenskap med aktiehandlaren Carl Derenburg från Frankfurt am Main, bosatte sig i London och drog sig därefter tillbaka till privatlivet. Även efter att maken avlidit 1927 vägrade hon att göra nya framträdanden.